# 矢守克也
矢守 克也（やもり かつや、1963年3月25日- ）は日本の心理学者。専門は防災心理学。博士（人間科学）。
大阪府出身。1988年、大阪大学大学院人間科学研究科博士後期課程単位取得退学。(財)集団力学研究所、関西女子短期大学、奈良大学社会学部、ヨハネス・ケプラー大学を経て、2009年より京都大学防災研究所巨大災害研究センター教授。日本災害復興学会会長、地区防災計画学会会長。

## 著書
- 室崎益輝、矢守克也、西澤雅道 ほか 編『地区防災計画学の基礎と実践』弘文堂、2022年3月7日。ISBN 978-4335552083。 NCID BC13221758。
- 矢守克也・GENERATION TIMES　2014　被災地DAYS：時代QUEST−災害編−　弘文堂　（共著）
- 矢守克也　2013　巨大災害のリスク・コミュニケーション：災害情報の新しいかたち　ミネルヴァ書房　（単著）
- 矢守克也・前川あさ美　2013　発達科学ハンドブック7巻：災害・危機と人間　新曜社
- 藤森立男・矢守克也　2012　復興と支援の災害心理学−大震災から「なに」を学ぶか−　福村出版 （共編著）
- 矢守克也　2011　増補〈生活防災〉のすすめ−東日本大震災と日本社会−　ナカニシヤ出版　（単著）
- 矢守克也・渥美公秀・近藤誠司・宮本匠　2011　ワードマップ：防災・減災の人間科学　新曜社　（共編著）
- 矢守克也　2009　防災人間科学　東京大学出版会　（単著）
- 吉川肇子・矢守克也・杉浦淳吉 2009 クロスロード・ネクスト−続：ゲームで学ぶリスク・コミュニケーション−　ナカニシヤ出版　（共著）
- 矢守克也・諏訪清二・舩木伸江　2007　夢みる防災教育　晃陽書房　（共著）
- 矢守克也・吉川肇子・網代　剛　2005　ゲームで学ぶリスク・コミュニケーション：「クロスロード」への招待　ナカニシヤ出版　（共著）